# أربيمة عملاقة
الأربيمة، (الاسم العلمي: Arapaima) هي جنس من الأسماك يتبع فصيلة الأربيمات من رتبة عظميات اللسان.

## أنواع الأربيمة
- أربيمة عملاقة
- أربيمة ناحلة الجسم
- (الاسم العلمي:Arapaima agassizii)
- (الاسم العلمي:Arapaima mapae)

## التشريح والبنية

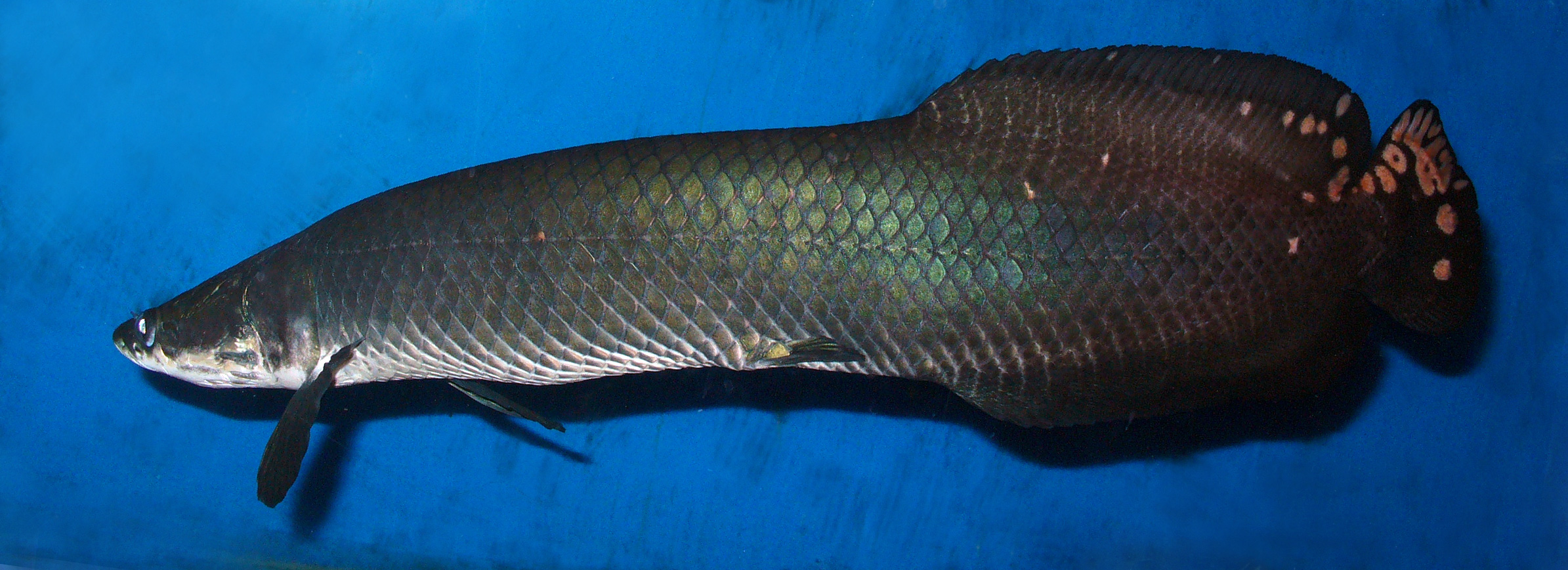
سمكة أربيمة بكامل طولها.

من الممكن أن يصل طول سمكة الأربيمة إلى أكثر من مترين، كما تصل في بعض الحالات الاستثنائية إلى أكثر من مترين ونصف ويصل وزنها إلى مائة كجم. ويصل الحد الأقصى لوزن هذا النوع إلى 200 كجم وهو ما يعادل (440 lbs). وباعتبارها واحدة من أكثر أنواع الأسماك في أمريكا الجنوبية التي يمكن اصطيادها عن طريق الطعام، فإن اصطيادها يتم في المقام الأول عن طريق شِباك مدعّمة بهدف التصدير، وأيضًا عن طريق صيد الأسماك بالرمح بهدف الاستهلاك المحلي، وعليه فمن النادر العثور على سمكة الأربيمة الكبيرة التي يصل طولها إلى أكثر من مترين في الأماكن الطبيعية الحرة اليوم. كما يمكن أن تصل السمكة إلى طول أقصاه 14 3/4 قدم.

## الصيد
قامت الحكومةالبرازيلية بحظر الصيد التجاري لسمكة الأربيمة وذلك نظرًا لـ انقراض. بينما يكون الصيد مباحًا فقط في مناطق نائية محددة من حوض الأمازون، كما يجب إطلاقها بعد صيدها، أو تحصيلها من قِبل الشعوب الأصلية بهدف الاستهلاك. وتُعَد سمكة الأربيمة طعامًا شهيًا، لأنها تُخرِج «شرائح لحم سمكي كبيرة وخالية من العِظام»، وقد حققت أقصى نسبة صيد تجاري لها حوالي 7000 طن للعام الواحد وكان ذلك في السنوات ما بين 1918 و1924. أدى الطلب على سمكة الأربيمة إلى قيام «ريبيرنهوس» (ribeirinhos) (وهو الاسم الذي يطلقه الشعب البرازيلي على سكان ضِفاف النهر) بزراعة السمكة.

## علم البيئة
يتكون النظام الغذائي الخاص بسمكة الأربيمة من السمك والقشريات وأيضًا حيوانات اليابسة الصغيرة التي تسير بالقرب من الشاطئ. وتُعد السمكةسمك، حيث تستخدم عضو التيه (labyrinth organ) الوافر في الأوعية الدموية والفتحات الموصَّلة إلى فم السمكة، وهو يعد ميزة للأسماك في المياه التي ينقصها الأكسجين والتي غالبًا ما تتواجد في نهر الأمازون. وتكون السمكة بذلك قادرة على البقاء حيّة في البحيرات المنقطعة التي تكون كمية الأكسجين المذابة فيها قليلة جدًا لكمية تصل إلى 0.5 جزء في المليون. وفي الأراضي المنخفضة بـنهر أراجوايا، والذي يُعد أحد أهم ملاجئ هذا النوع، يعد سمك الأربيمَة المفترس الأول في مثل تلك البحيرات وذلك أثناء موسم انخفاض المياه، أي عندما تنفصل البحيرات عن الأنهار وتهبط مستويات الأكسجين مما يجعل فريستها ثابتة وعُرضة للهجوم.

### التكاثر
تتأثر دورة حياة الحيوان كثيرًا بحدوث الفيضان الموسمي، ويرجع ذلك إلى النطاق الجغرافي الذي تعيش فيه السمكة. وتضع سمكة الأربيمَة بيضها خلال الأشهر التي تنخفض فيها مستويات المياه أو تكون في بداية ارتفاعها. كما تقوم هذه الأسماك ببناء مأوى يصل عرضه إلى حوالي 50 سم كما يصل عمقه إلى 15 سم، وعادةً ما يتم ذلك في مناطق موحِلة القاع. يفقس البيض عندما ترتفع المياه وتنمو الذريّة بقدوم فصل الفيضان، أثناء شهري مايو وأغسطس. وبناءً عليه، ينتظم الوضع السنوي للبيض بشكل موسمي. كما يُفترض أن يكون ذكر الأربيمَة سمكة فموية مثل قرينته سمكة أوستيجلوسيوم، وهذا يعني أنه يقوم بحماية الصغار في فمه إلى أن يكبروا. أما أنثى الأربيمة، فهي تساعد في حماية الذكر والصغار عن طريق إحاطتهم ووقايتهم من المفترسين المحتملين.
وقد نقل عالم الطبيعةجيرالد دوريل في كتابه أرض الهمس (The Whispering Land) أنه سمع قصة في الأرجنتين تفيد بأنه قد تمت رؤية أنثى الأربيمَة وهيَ تفرز مادة بيضاء من غدّة في الرأس، وأنه تمت ملاحظة صغارها تتغذى فيما يبدو على هذه المادة.

## التاريخ التطوري
تم العثور على حفريات سمكة الأربيمة أو على نوع مشابه بدرجة كبيرة في عصر الميوسين تشكيل فيلافياجا (Villavieja Formation) لدولة كولومبيا.

## الأهمية بالنسبة إلى الإنسان

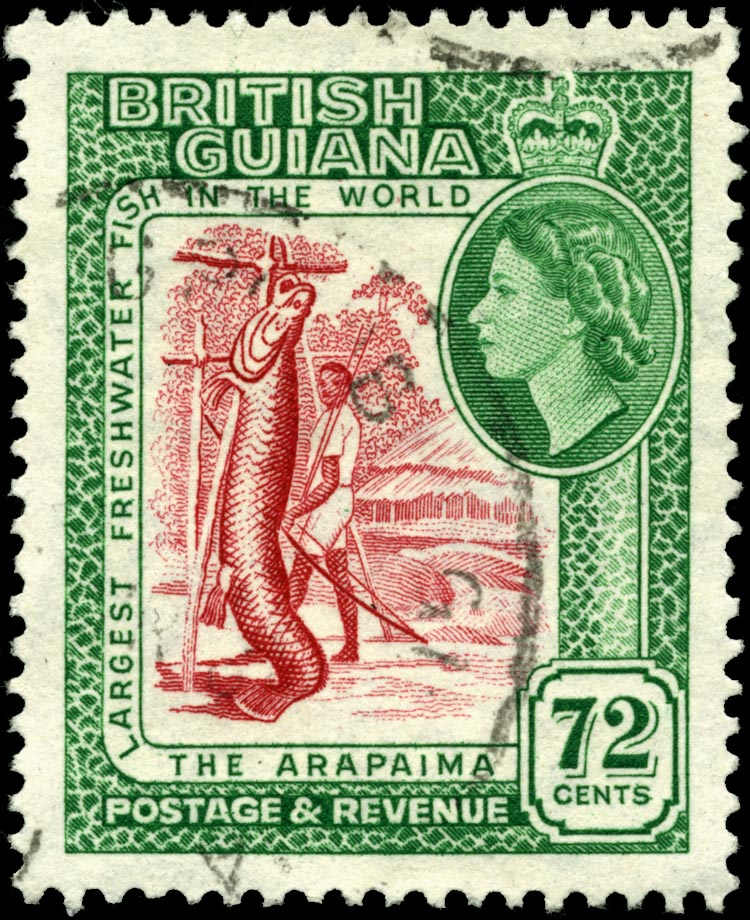
أربيمة مرسومة على طابع بريد يرجِع لعام 1954 ويخص مستعمرة جيانا البريطانية.

يعمل السكان المحليّون على اصطياد سمكة الأربيمة والانتفاع بها في نواح عديدة. يتم حربنة أو اصطياد سمكة الأربيمَة في شِباك كبيرة، ويُقال إن لحمها شهيّ. تحتاج الأربيمة إلى السباحة عاليًا كي تتمكن من تنفس الهواء، ولذلك يقوم صيادو أسماك الأربيمة القُدامى باصطيادها عن طريق التصويب عليهم بالحَربة أولاً ثم ضربها بالهراوة حتى الموت. يمكن للسمكة الواحدة أن تنتج أكثر من 70 كجم من اللحم.
كما أُدخل صيد الأربيمة في تايلاند وماليزيا. ويمكن أن تتم عمليات الصيد في تايلاند لهذا النوع في العديد من البحيرات، حيث يرى الفرد سمكة أربيمة يصل وزنها إلى 150 كجم وقد تم اصطيادها ثم تُركت.
كما يتطلب التعامل مع هذه الأسماك نوعًا من العناية الخاصة، حيث يصعُب التعامل معهم نظرًا لكبر حجمها. وبعد اصطياد السمكة، ومع حركة الإمساك بها ثم إطلاقها، لا بد من احتجازها لمدة خمس دقائق حتى تتنفس. وتتمتع السمكة بوعاء دموي كبير يجري أسفل عمودِها الفقري ويرفع السمكة من الماء، وذلك للحماية من الطلقات التي تهدف إلى اغتنامها والتي يمكنها تمزيق هذا الوعاء ومن ثم موت السمكة. كما يُعرَف عن سمكة الأربيمَة أنها تثِب خارج المياه إذا انتابها شعور بالتقيد من داخل بيئتها، أو إذا أصابها أذى كذلك.
وتعتبر الأربيمة أيضًا سمك مربى مائي، هذا على الرغم من أنها تحتاج وبوضوح إلى خزّان كبير بالإضافة إلى وفرة من الموارد. وبالإضافة إلى ذلك، يدخل هذا الحيوان في تجارة الحيوانات الأليفة، على الرغم من أن الاحتفاظ بسمكة الأربيمة على نحو صحيح أمر صعب للغاية ويتطلب خزانًا كبيرًا.
ويجري الاعتقاد في أمريكا الجنوبية بأن لسان هذه السمكة يحتوي على خصائص علاجية. ويتم تجفيفه ودمجه مع لِحاء نبات جوارانا الذي يبشر ويُخلط في الماء. وتُستخدم جرعات من هذا الخليط لقتل الديدان المعوية. إضافةً إلى ذلك، يُستخدم لسان الأربيمة العظمي في كشط أوعية من نبات جوارانا المجفف، ويُستخدم كمكون يتركب منه بعض المشروبات، كما تُستخدم الحراشيف العظمية كمبارد للأظافر.
وفي منطقة الأمازون، يقوم السكان المحليون بتمليح اللحم وتجفيفه، ولفه على هيئة حزمة من السيجار ثم ربطها، كما يمكن تخزينها لفترة طويلة دون أن تتعفن، ويُعد ذلك غاية في الأهمية بالنسبة إلى منطقة يمتلك عدد قليل من سكانها أجهزة تبريد. وغالبًا ما يُشار إلى هذه الحِزَم بـ«قُد الأمازون»، ويمكن إعداده بنفس الطريقة التي يتم إعداد سمك القُد التقليدي المملح بها.
وفي يوليو عام 2009، قام بعض القرويين الذين يعيشون حول بحيرة كنيار في سلطَنة ترغكانو، بماليزيا، بالإبلاغ عن رؤية سمكة أربيمة جيجاس. وقد ادّعى السكان المحليون أن «وحش كنيار» أو «سمكة التنين» كما يسمونها، هي المسؤولة عن حادث الغرق الغامض الذي وقعَ لاثنين من الرجال في السابع عشر من شهر يوليو.

## في الثقافة الشعبية
- تم اصطياد سمكة بيرراكيو وأكلها في حلقة الموسم السابع من العرض المسرحي أنتوني بوردين: لا يوجد حجز.
- تم رؤية هذا المخلوق في لعبة Endless Ocean 2: مغامرات الأعماق على نهر كورتيكا في غابات الأمازون المطيرة.
- تم صيدها في العرض الإذاعي أقصى صيد مع روبسون جرين بواسطة حربة ذات خطاف (1 نوفمبر 2010).
- كانت سمكة الأربيمة في حلقة "قاتل الأمازون" للمسلسل التلفزيوني وحش النهر (River Monsters)". كما اصطاد الضيف جيرمي ويد سمكة أربيمة أخرى في غوايانا وذلك في الموسم الأخير للموسم الرابع للعرض. وقد تم عمل تحليل للحمض النووي (DNA) لنموذج من حراشيف السمكة أفاد باحتمالية كونها نوعًا جديدًا.
- ذُكِرت هذه السمكة في المنغا المُسماةسورا نو أتوشيمونو (Sora no Otoshimono) بعد أن تم اصطيادها، كما قام أحد الأشخاص بنقلها من البرازيل إلى اليابان.
- تم تقديم سمكة بايتش كالمكون السري في مسلسل الشيف الحديدي أمريكا (Iron Chef America) في التاسع عشر من فبراير، عام2012.
- تم تقديم سمكة بيرراكيو في جزء من قط الغابة، وهو عبارة عن فيلم وثائقي ضمن مجموعة مغامرات حياة حقيقية التابعة لشركة ديزني.

## معرض الصور

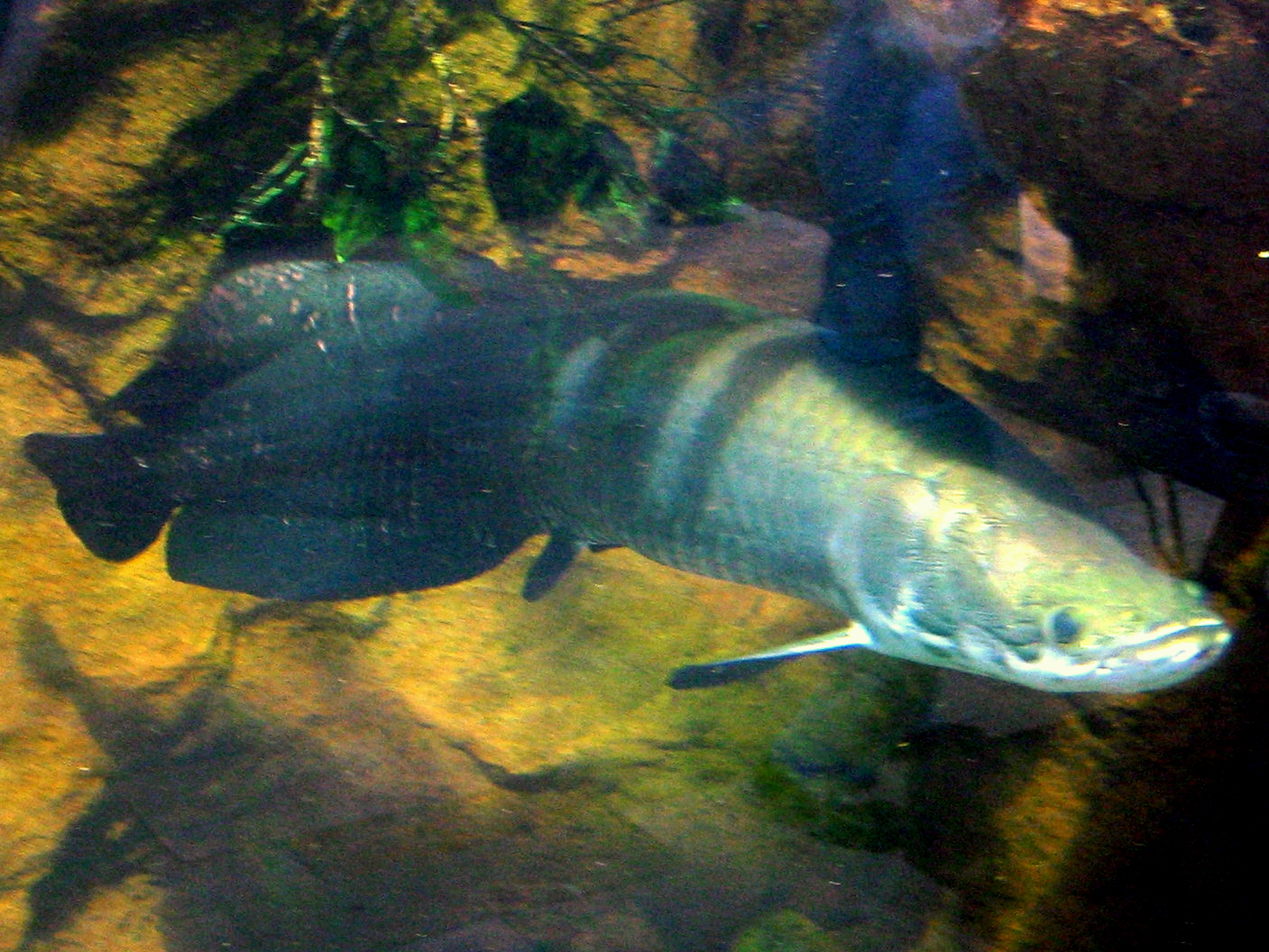
أربيمة في مربى مائي شيد
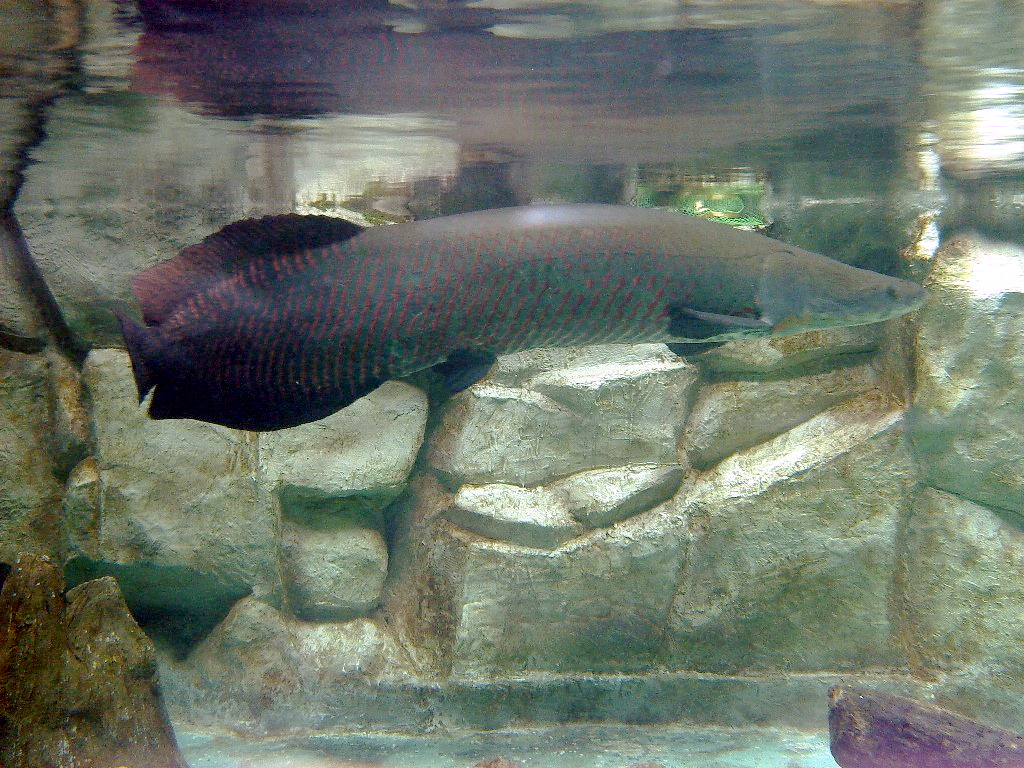
سمكة الأربيمة في حديقة محيط مانيلا
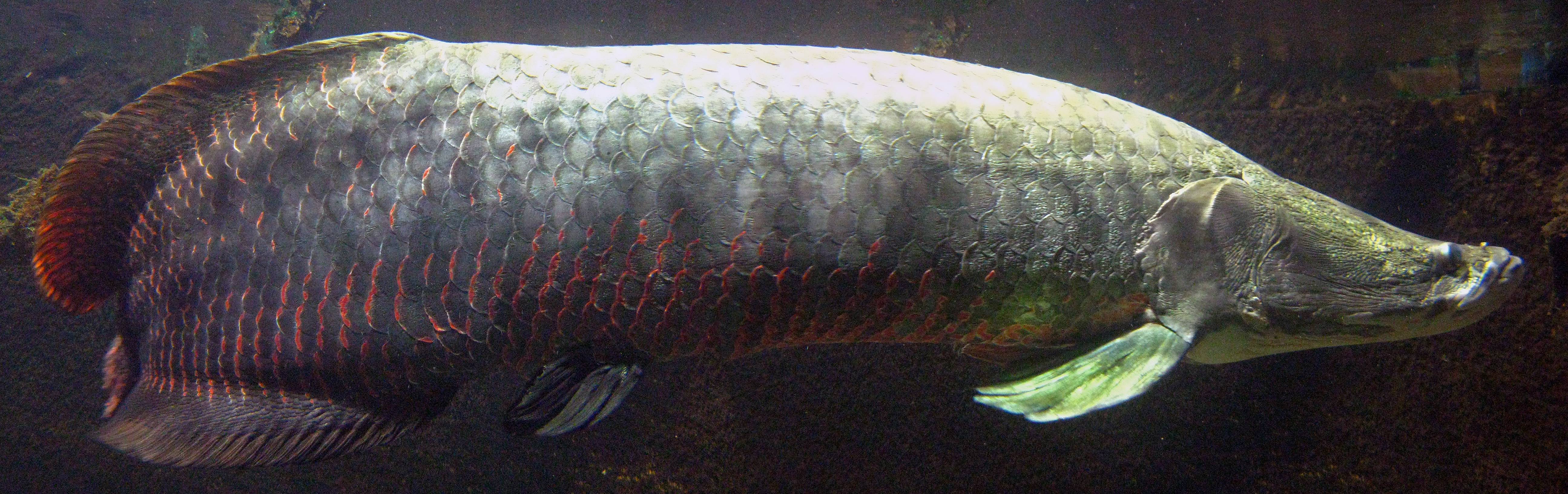
سمكة الأربيمة في حديقة حيوان كولونيا
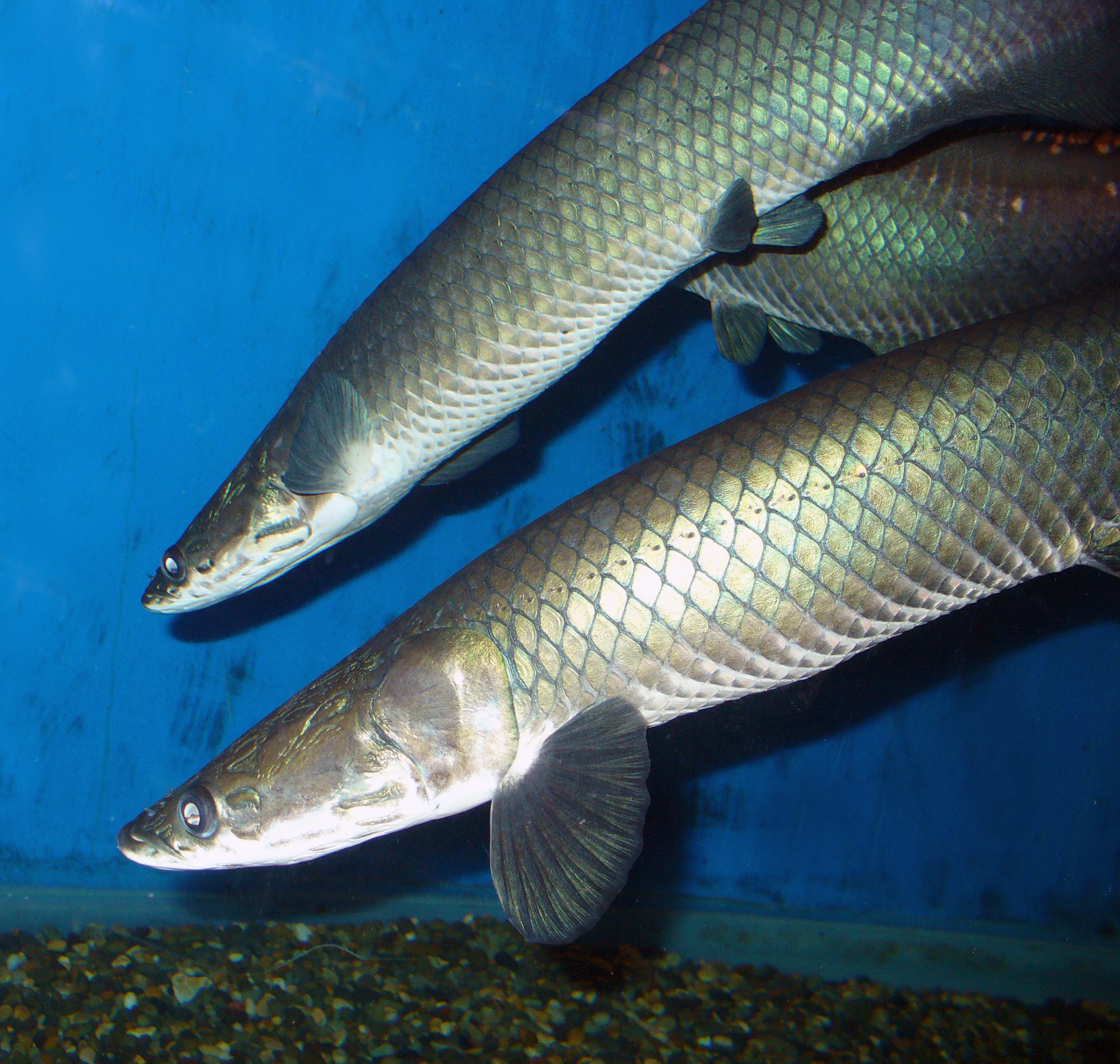
أربيمة في حديقة الحيوان (مربى مائي بحري) في سيفاستوبول

## قائمة المصادر
- المؤلفان راينر فرويز ودانيال باولي (2009). "Arapaima gigas" في قاعدة الأسماك. نسخة 01 2009.
- Gourmet Magazine (May 2007 Volume LXVII No. 5) Article: "The Quarter Ton Fish" pg. 106; کوندي نست بابليكايشن
- الجمعية الجغرافية الوطنية "Search Is on for World's Biggest Freshwater Fish"